# Folk-Lore
Folk-Lore è il terzo album del gruppoceltic metal irlandese Cruachan, pubblicato nel 2002.

## Tracce
1. Bloody Sunday – 4:15
2. The Victory Reel – 1:21
3. Death of a Gael – 5:38
4. The Rocky Road to Dublin – 3:07
5. Ossian's Return – 4:44
6. Spancill Hill – 6:00
7. The Children of Lir – 5:08
8. Ride On – 4:41
9. Susie Moran – 4:11
10. Exiles – 6:36
11. To Invoke the Horned God (traccia bonus) – 6:02

## Formazione
- John Clohessy - basso, voce
- Karen Gilligan - voce, percussioni
- Keith Fay - voce, chitarra, mandolino, bouzouki, banjo, tastiere, percussioni
- John O' Fathaigh - Irish flute, tin whistle, low whistle, flauto dolce
- Joe Farrell - batteria, percussioni